# Örnsköldsvik norra station
Örnsköldsvik norra station är en järnvägsstation som är belägen strax norr om centrala Örnsköldsvik i närheten av Örnsköldsviks sjukhus. Stationen är den andra järnvägsstationen i Örnsköldsvik, den andra stationen är Örnsköldsviks centralstation som ligger i centrala delen av staden.

## Historik
Stationen invigdes samtidigt som den nya centralstationen i Örnsköldsvik den 28 augusti 2010, då Botniabanan invigdes. Stationen används av Norrtåg på sträckan Umeå C – Örnsköldsvik C - Sundsvall C.

## Galleri

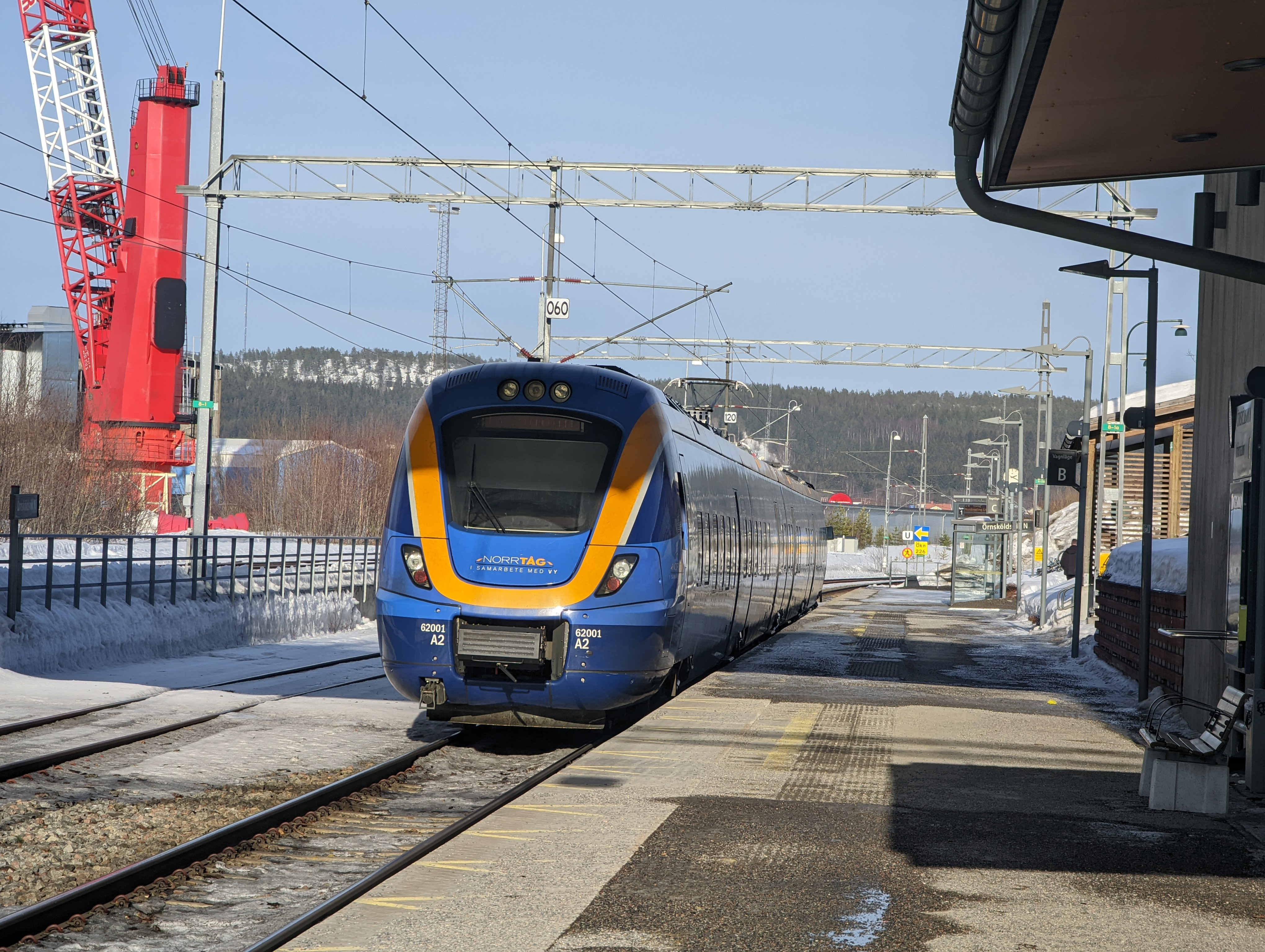
Norrtåg på stationen
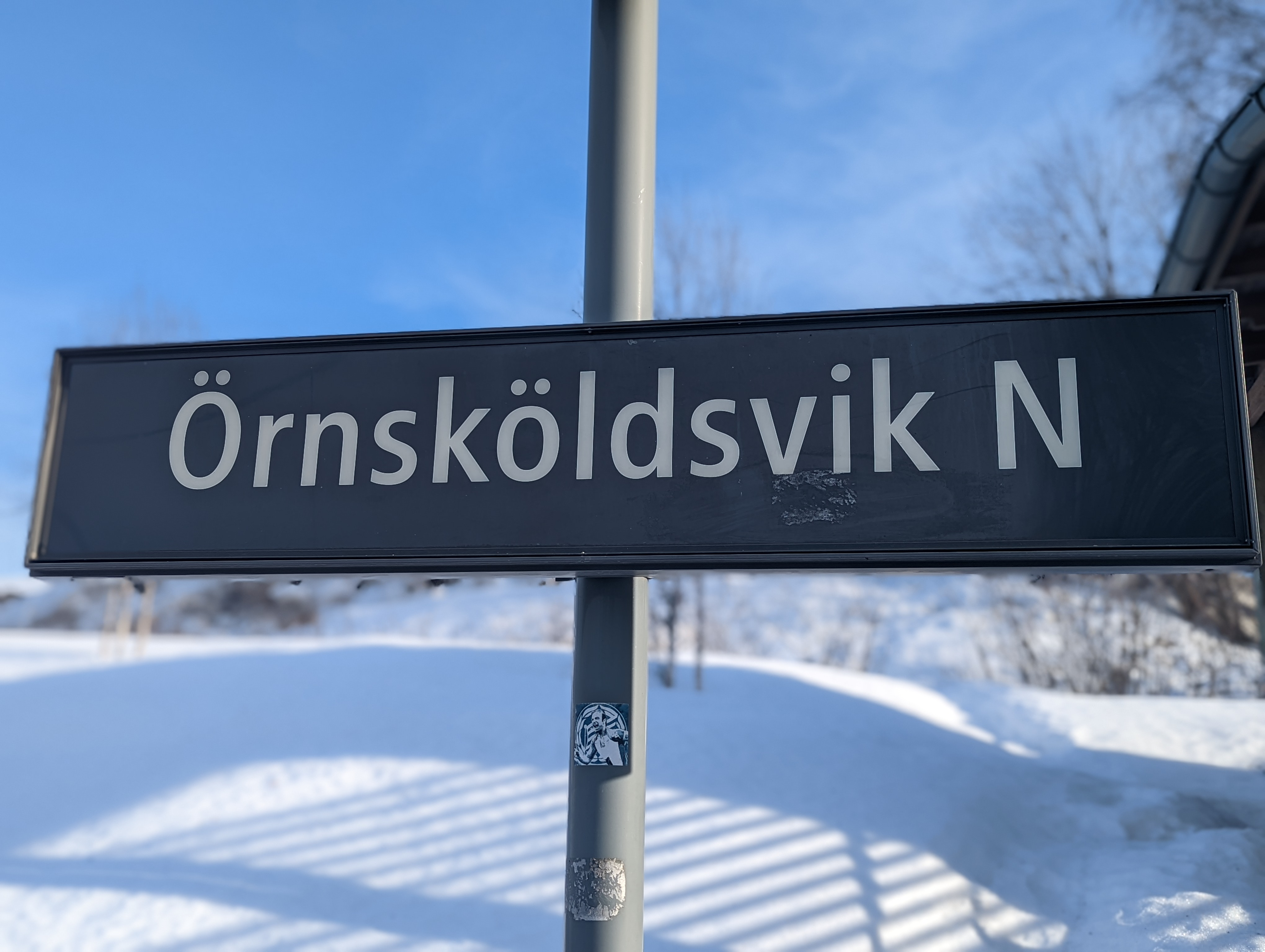
Stationsskylt